# 말놀이 동요집
말놀이 동요집은 비룡소에서 출판, 최승호가 작사, 방시혁이 작곡한 동요앨범이다.

## 곡 목록
- 원숭이 (Performed By 조권 Of 2AM) - 조권 (Title)
- 청소 - 송호석
- 청소  송호석
- 돼지 - 안서진
- 나  유수진
- 오뚝이는 왜 - 김지원
- 청개구리 - 조석희
- 거미 - 김지원
- 너구리 - 김지원
- 도롱뇽 - 유수진
- 가오리연 - 김지원
- 터져라 - 조석희
- 허수아비 - 조석희
- 달팽이 - 최가영
- 구멍 없는 피리 - 유수진
- 이구아나 - 최가영
- 그네 - 유수진
- 스컹크 (방시혁의 말놀이 동요집) - 조석희
- 다리 - 김지원
- 보리 - 유수진
- 소쩍새 - 김지원
- 코뿔소 - 김지원
- 원숭이  김지원